# Nanxing Hu
Nanxing Hu (kinesiska: 南星湖) är en sjö i Kina. Den ligger i provinsen Jiangsu, i den östra delen av landet, omkring 210 kilometer sydost om provinshuvudstaden Nanjing. Nanxing Hu ligger 1 meter över havet. Arean är 5,1 kvadratkilometer. I omgivningarna runt Nanxing Hu växer i huvudsak barrskog. Den sträcker sig 2,9 kilometer i nord-sydlig riktning, och 3,3 kilometer i öst-västlig riktning.
Genomsnittlig årsnederbörd är 1 661 millimeter. Den regnigaste månaden är juni, med i genomsnitt 221 mm nederbörd, och den torraste är december, med 59 mm nederbörd.